# Кордофанська жирафа
Кордофанська жирафа ( Giraffa antiquorum  або Giraffa camelopardalis antiquorum ) —  підвид жирафи, що мешкає в північному Камеруні, південному Чаді, Центральноафриканській Республіці та, можливо, в західному Судані. Зазвичай вони живуть у саванах. Порівняно з більшістю інших підвидів, кордофанська жирафа відносно мала — від 3,8 до 4,7 метрів заввишки  з більшою кількістю неправильних плям. Самиці живуть вільними групами, а самці — поодинці. Вони мають середню тривалість життя близько 35 років.
У дикій природі живе близько 2300 особин. Лише 38 особин залишилося у Національному парку Ґарамба в Демократичній Республіці Конго. Популяція в комплексі національних парків Бенуе в Камеруні (ландшафт, який складається з трьох національних парків: Національний парк Бенуе, Національний парк Фару, Національний парк Буба-Нжіда), станом на 2023 рік налічувало менше 300 особин. Незаконне полювання становить найбільшу загрозу для підвиду, особливо в Національному парку Бенуе, де він може вимерти без подальших втручань щодо збереження.
Кордофанська жирафа їсть різноманітні палички, листя та кору, як правило, акації. Крім того, вони їдять трави, бруньки, а також насіння.
Історично існувала певна плутанина щодо точної межі ареалів цього підвиду та західноафриканської жирафи, причому популяції, наприклад, у північному Камеруні, раніше відносили до останнього. Генетичні дані виявили, що всі «західноафриканські жирафи» в європейських зоопарках насправді є кордофанськими жирафами. Існує припущення, що предок нігерійської жирафи походить із Східної Африки, і потрапив до Північної Африки під час четвертинного періоду, а потім через ріст пустелі Сахара мігрував до свого нинішнього ареалу в Сахелі у Західній Африці.